# Muneville-sur-Mer
Muneville-sur-Mer ist eine französische Gemeinde im Département Manche in der Normandie. Sie gehört zum Kanton Bréhal und zum Arrondissement Avranches. Sie grenzt im Westen und im Nordwesten an Lingreville, im Norden und im Osten an Quettreville-sur-Sienne, im Südosten an Cérences und im Süden an Bricqueville-sur-Mer. Die Bewohner nennen sich die Munevillais.

## Bevölkerungsentwicklung
| Jahr      | 1962 | 1968 | 1975 | 1982 | 1990 | 1999 | 2008 | 2018 |
| --------- | ---- | ---- | ---- | ---- | ---- | ---- | ---- | ---- |
| Einwohner | 387  | 346  | 321  | 289  | 334  | 313  | 363  | 481  |

## Sehenswürdigkeiten

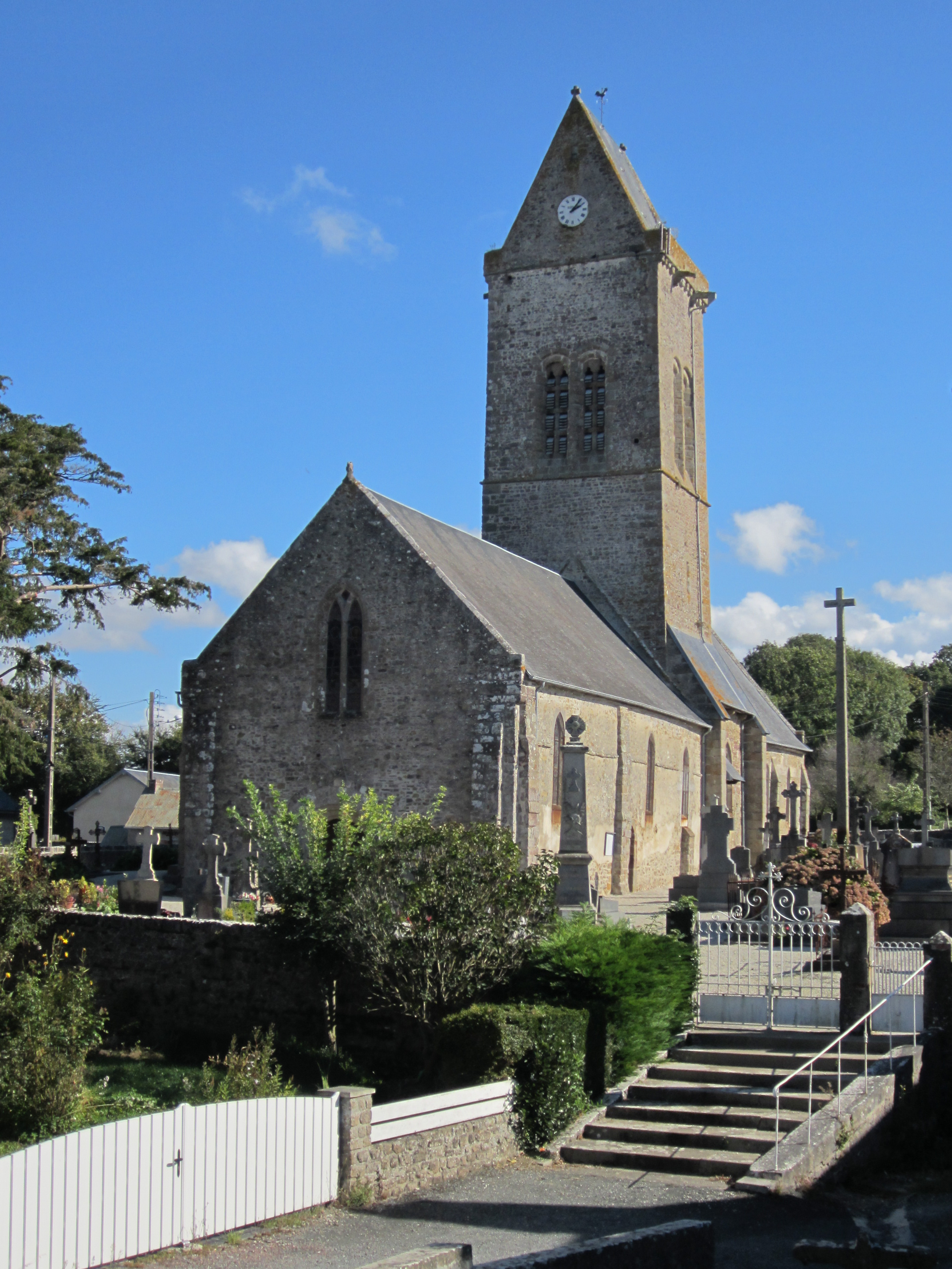
Kirche Saint-Pierre

- Kirche Saint-Pierre